# Claus-Peter Lumpp
Claus-Peter Lumpp (* 5. März 1964 in Reutlingen) ist ein deutscher Koch.

## Leben
Claus-Peter Lumpp absolvierte seine Ausbildung zum Koch von 1982 bis 1985 im Kurhotel Mitteltal (heute Hotel Bareiss) bei Küchenchef Paul Mertschuweit in Baiersbronn. Zwischen 1985 und 1986 leistete er seinen Wehrdienst ab und ging dann zu  Günter Scherrer im Restaurant Victorian in Düsseldorf. 1987 kehrte er ins Bareiss zurück, wo er bis heute kocht. 
Nach kurzer Zeit wurde er Küchenchef im Restaurant Kaminstube im Hotel Bareiss, dessen Michelinstern er bestätigen konnte.
Von 1987 bis 1991 machte er Bildungsreisen zu bedeutenden Kollegen: 1987 bei Heinz Winkler im Restaurant Tantris in München (drei Michelinsterne), 1988 bei Eckart Witzigmann im Aubergine in München (drei Michelinsterne), 1989 bei Horst Petermann in Zürich (zwei Michelinsterne), 1990 bei Franck Cerutti im Restaurant Louis XV in Monte Carlo  (drei Michelinsterne) und 1991 bei Johann Lafer im Val d’Or (zwei Michelinsterne).
Seit 1992 ist er Küchenchef im Restaurant Bareiss im gleichnamigen Hotel in Baiersbronn, das unter ihm die zwei Michelinsterne hielt. Seit 2008 ist das Bareiss mit dem dritten Michelinstern ausgezeichnet.

## Privatleben
Von 1994 bis 1999 war er mit der Sommelière Natalie Lumpp verheiratet.

## Auszeichnungen
- 1989: Ein Michelinstern  für das Restaurant Kaminstube in Baiersbronn
- 1993: Zwei Michelinsterne für das Restaurant Bareiss in Baiersbronn
- 2002: Koch des Jahres - Der Feinschmecker
- 2008: Drei Michelinsterne für das Restaurant Bareiss
- 2011: Internationaler Eckart-Witzigmann-Preis

## Veröffentlichungen
- Hans Peter O. Breuer, Claus-Peter Lumpp, Bart van Leuven (Fotos): Bareiss - Große gastronomische Oper. Das Restaurant Bareiss im Hotel Bareiss. Hädecke, Weil der Stadt BW 2005, ISBN 978-90-5856-143-5.
- Claus-Peter Lumpp, Stefan Leitner, Michael Wissing (Fotos): Nahaufnahmen von Claus-Peter Lumpp. Zwei Bände im edlen Leinenschuber. Eigenverlag Hotel Bareiss im Schwarzwald, Baiersbronn, Baden-Württemberg 2011, ISBN 978-3-00-036149-4.